# سمر سلام (1994)
سمر سلام 1994 (بالإنجليزية: SummerSlam (1994))‏ هو عرض مصارعة محترفة من فئة الدفع مقابل المشاهدة وهو العرض السابع من سلسلة عروض سمر سلام. عُرض في 29 أغسطس 1994.